# A. C. Bradley
Pour les articles homonymes, voir Bradley.
A. C. Bradley (né Andrew Cecil Bradley, 1851–1935) est un critique littéraire et universitaire anglais dont les analyses de William Shakespeare sont particulièrement notoires.
Après cinq années passées comme professeur de poésie à l'université d'Oxford, il produit deux ouvrages majeurs, qui sont :
- Shakespearean Tragedy (La Tragédie shakespearienne) (1904) ;
- Oxford Lectures on Poetry (Conférences d'Oxford sur la poésie) (1909).

Son influence sur la critique littéraire de l'œuvre de Shakespeare a été déterminante, au point qu'il a lui-même fait l'objet d'un livre universitaire de Katherine Cooke, A. C. Bradley and His Influence in Twentieth-Century Shakespeare Criticism (A. C. Bradley et son influence sur la critique littéraire de Shakespeare au XXe siècle).
Vers le milieu du XXe siècle, cependant, son influence a diminué, du fait des critiques émises sur sa méthode et ses analyses, considérées comme présentant des aspects anachroniques. On redécouvre cependant aujourd'hui quelques aspects de son approche.